# Herr von Hancken
Herr von Hancken är en roman av den svenske författaren Hjalmar Bergman från 1920.

## Handling
På ytan en dråplig komedi som är tänkt att utspela sig 1806 och egentligen är en pastisch på 1800-talets berättelser. Romanen skildrar den misslyckade officeren von Hancken och dennes upptåg på en liten brunnsort i Sverige. Under ytan på de mer dråpliga inslagen förekommer dock djupt tragiska inslag.
1965 gjordes en opera baserad på romanen med musik av Karl-Birger Blomdahl och libretto av Erik Lindegren.
Julen 2000 visade SVT en serie i regi av Rumle Hammerich med Per Oscarsson i titelrollen. 